# Exèrcit de Jordània
L'Exèrcit de Jordània és el branca terrestre de les Forces Armades de Jordània. Va ser creat en 1920, durant el Mandat Britànic de Transjordània. L'Exèrcit jordà va participar de combats contra Israel en 1948, 1956, 1967 i 1973. L'Exèrcit també va lluitar contra els sirians i l'OAP durant el Setembre Negre, en 1970.

## Vehicles

### Carros de combat
| Nom         | Origen       | Tipus           | Unitats | Foto |
| ----------- | ------------ | --------------- | ------- | ---- |
| Al Hussein  | Regne Unit   | Carro de combat | 402     |      |
| M60 Phoenix | Estats Units | Carro de combat | 182     |      |
| Khalid      | Regne Unit   | Carro de combat | 364     |      |
| M60A1       | Estats Units | Carro de combat | 82      |      |
| Tariq       | Regne Unit   | Carro de combat | 293     |      |

### Transports blindats de personal
| Nom           | Origen        | Tipus                         | Unitats | Foto |
| ------------- | ------------- | ----------------------------- | ------- | ---- |
| M113A2        | Estats Units  | Transport blindat de personal | 1.300   |      |
| AIFV          | Països Baixos | Transport blindat de personal | 213     |      |
| ACV-S         | Turquia       | Transport blindat de personal | 100     |      |
| FV103 Spartan | Regne Unit    | Transport blindat de personal | 100     |      |

### Vehicles de comandament
| Nom  | Origen       | Tipus                  | Unitats | Foto |
| ---- | ------------ | ---------------------- | ------- | ---- |
| M577 | Estats Units | Vehicle de comandament | 300     |      |

### Vehicle de combat d'infanteria
| Nom       | Origen           | Tipus                          | Unitats | Foto |
| --------- | ---------------- | ------------------------------ | ------- | ---- |
| AIFV      | Països Baixos    | Vehicle de combat d'infanteria | 233     |      |
| IFV Ratel | Unió sudafricana | Vehicle de combat d'infanteria | 341     |      |
| BMP-2     | Rússia           | Vehicle de combat d'infanteria | 35      |      |

### Vehicles de reconeixement
| Nom            | Origen     | Tipus                            | Unitats | Foto |
| -------------- | ---------- | -------------------------------- | ------- | ---- |
| FV107 Scimitar | Regne Unit | Vehicle de reconeixement militar | 175     |      |
| FV101 Scorpion | Regne Unit | Vehicle de reconeixement militar | 50      |      |

### Artilleria
| Nom         | Origen                       | Tipus                     | Unitats | Foto |
| ----------- | ---------------------------- | ------------------------- | ------- | ---- |
| M109A2      | Estats Units                 | Artilleria autopropulsada | 341     |      |
| M110A2      | Estats Units                 | Artilleria autopropulsada | 120     |      |
| M102A1      | Estats Units                 | Canó obús                 | 54      |      |
| M114        | Estats Units                 | Canó obús                 | 18      |      |
| HIMARS      | Estats Units                 | Artilleria de coets       | 12      |      |
| WM-120 MLRS | República Popular de la Xina | Artilleria de coets       | 24      |      |
| AB-19       | Regne de Jordània            | Artilleria de coets       | 32      |      |

### Defensa antiaèria
| Nom            | Origen       | Tipus                             | Unitats | Foto |
| -------------- | ------------ | --------------------------------- | ------- | ---- |
| M163 Vulcan    | Estats Units | Defensa Anti-Aèria Autopropulsada | 181     |      |
| PTRL           | Alemanya     | Defensa Anti-Aèria Autopropulsada | 60      |      |
| ZSU-23-4 Xilka | Rússia       | Defensa Anti-Aèria Autopropulsada | 48      |      |
| 9K35 Strela 10 | Rússia       | Míssil terra-aire                 | 50      |      |
| 9K33 Osa       | Rússia       | Míssil terra-aire                 | 48      |      |